# 명예훈장 (다큐멘터리)
명예 훈장은 2018년 넷플릭스에서 제작한 다큐멘터리 드라미이다.

## 시즌 1
- 에피소드 1: Sylvester Antolak (제 2차 세계 대전), portrayed by Joseph Cross
- 에피소드 2: Clinton Romesha (아프가니스탄 전쟁), portrayed by Paul Wesley
- 에피소드 3: Edward A. Carter Jr. (제 2차 세계 대전), portrayed by Aldis Hodge
- 에피소드 4: 히로시 H. 미야무라 (한국 전쟁), portrayed by Derek Mio
- 에피소드 5: Vito R. Bertoldo (제 2차 세계 대전), portrayed by Ben Schwartz
- 에피소드 6: 조셉 비토리 (한국 전쟁), portrayed by Steven R. McQueen
- 에피소드 7: 리처드 L. 에치버거 (베트남 전쟁), portrayed by Oliver Hudson
- 에피소드 8: Ty Carter (아프가니스탄 전쟁), portrayed by Jonny Weston